# Carne y arena
Pour plus de détails, voir Fiche technique et Distribution.
Carne y arena est un film américain de court métrage réalisé par Alejandro González Iñárritu, sorti en 2017. Il a été réalisé pour être projeté dans des casques de réalité virtuelle.

## Synopsis
Le film place le spectateur au milieu d'un groupe de migrants mexicains traversant la frontière américaine. Le scénario se base sur des interviews de migrants menées par le réalisateur,.

## Fiche technique
- Titre : Carne y arena
- Réalisation : Alejandro González Iñárritu
- Scénario : Alejandro González Iñárritu
- Musique : Alva Noto
- Photographie : Emmanuel Lubezki
- Montage : Richard B. Molina
- Production : Mary Parent
- Société de production : Fondazione Prada et Legendary Entertainment
- Société d'effets spéciaux : ILMxLAB, Profile Studios
- Pays :  États-Unis
- Genre : drame
- Durée : 7 minutes
- Dates de sortie : 
  -  États-Unis : 2017

## Distribution
- Héctor Luis Bustamante
- Toy Lei
- Christopher Abram
- Omar Castaneda
- Michael Graham
- Xavi Moreno
- Elia Saldana